# Onze-Lieve-Vrouw van Lourdeskapel (Sint-Pieters-Leeuw)

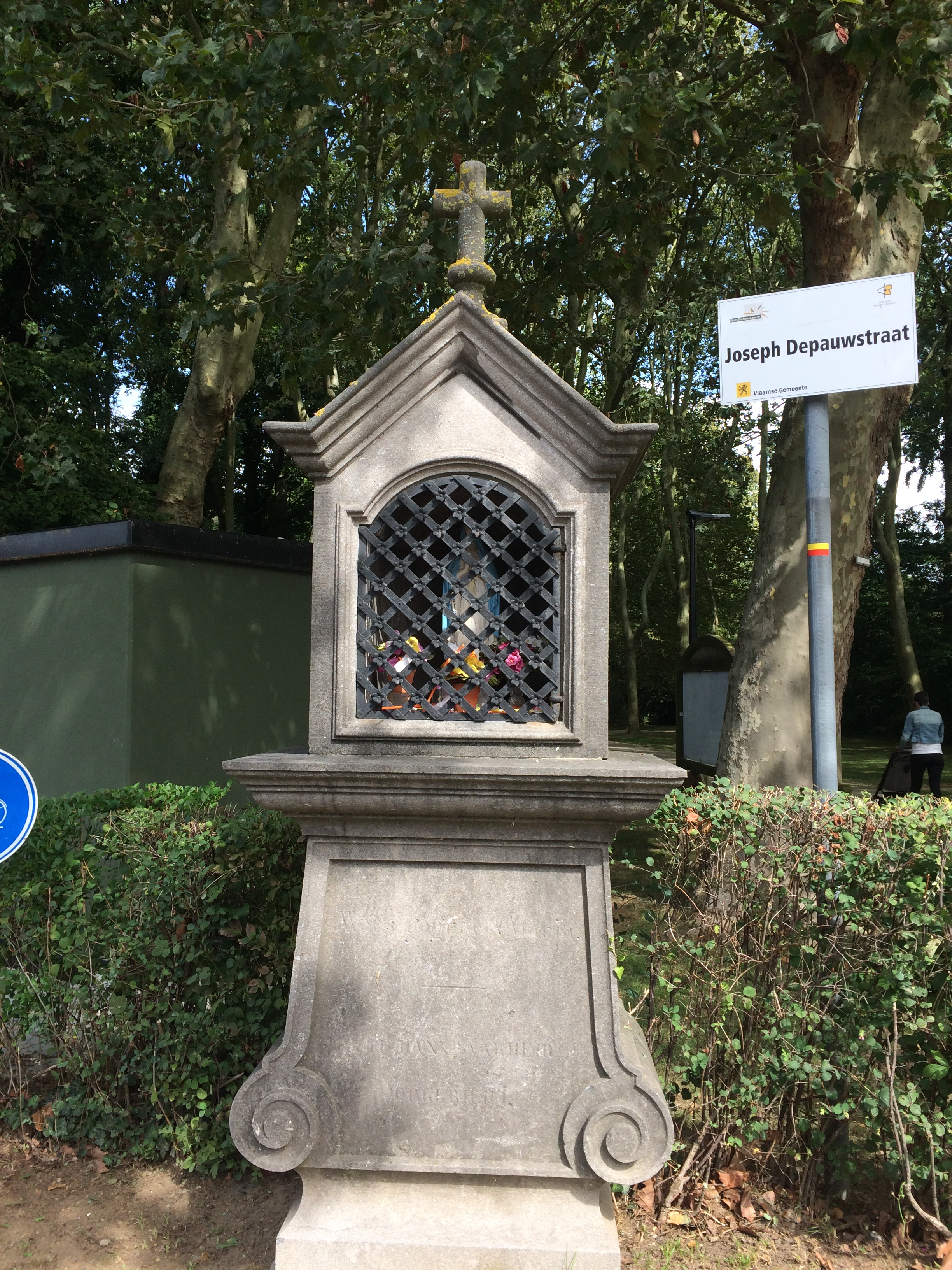
OLV Lourdes

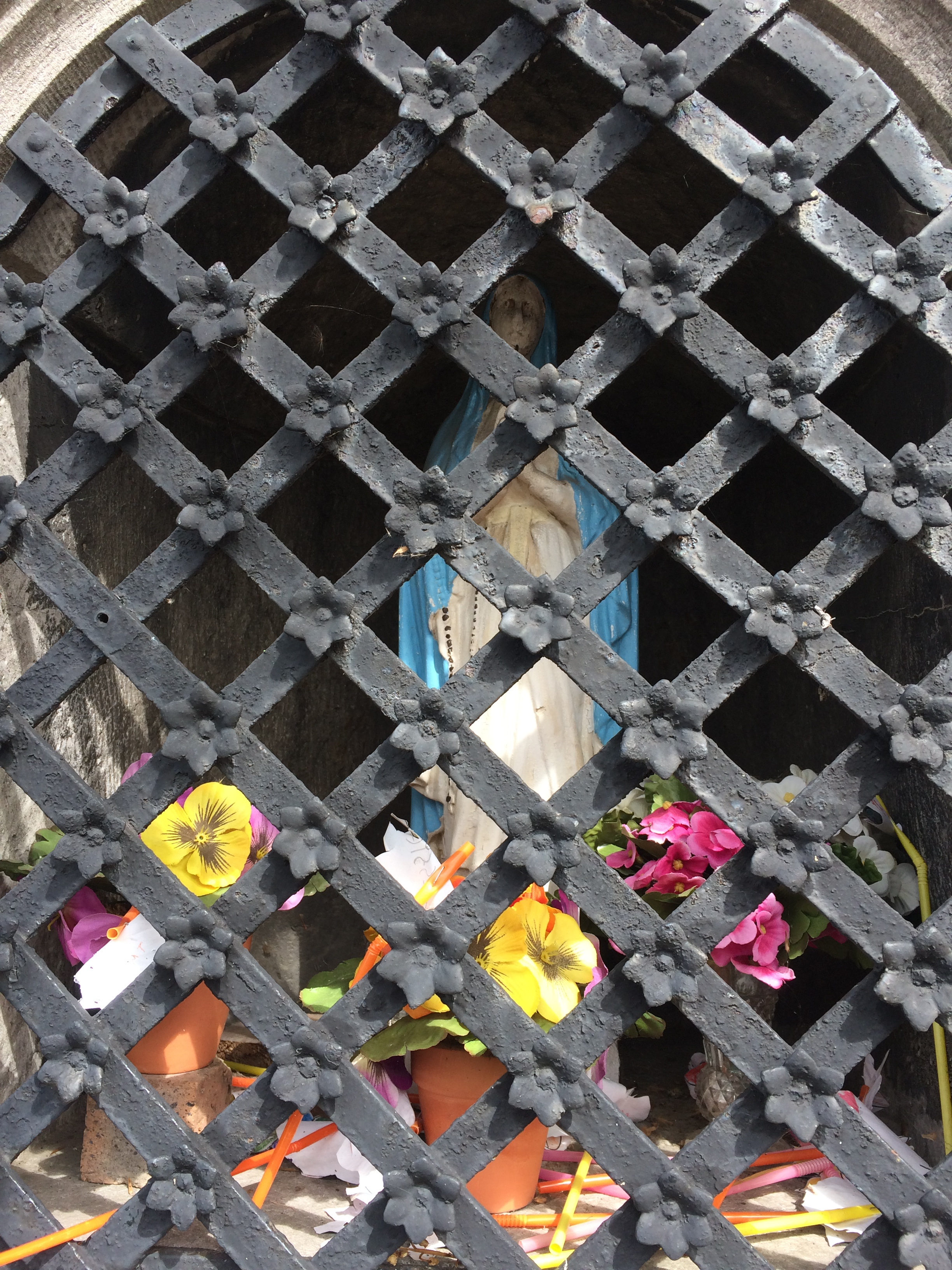
OLV Lourdes binnen

De Onze-Lieve-Vrouw van Lourdeskapel is een Mariakapel in de Belgische plaats Sint-Pieters-Leeuw, gepositioneerd op de hoek van de J. Depauwstraat en Sint-Sebastiaanstraat.
De niskapel bevat de tekst ‘Wees gegroet Maria – uit dankbaarheid opgericht’ en is gebouwd uit arduin. Bovenop bevindt zich een zadeldak en een topkruis. Tot de jaren ’60 gingen er jaarlijks twee processies uit alsook de begankenis ter ere van de Heilige Cornelius op de vierde paaszondag.
In de plaats bevindt zich tevens een Onze-Lieve-Vrouwkapel.